# Мирное (Бердичевский район)
Мирное (укр. Мирне) — село на Украине, находится в Бердичевском районе Житомирской области.
Код КОАТУУ — 1820881203. Население по переписи 2001 года составляет 264 человека. Почтовый индекс — 13361. Телефонный код — 4143. Занимает площадь 0,047 км².

## Адрес местного совета
13361, Житомирская область, Бердичевский р-н, с. Великая Пятигорка, ул. Ленина, 42а, тел. 7-22-42.